# Adenophaedra
Adenophaedra är ett släkte av törelväxter. Adenophaedra ingår i familjen törelväxter.
Kladogram enligt Catalogue of Life:
| Adenophaedra | \| \| Adenophaedra cearensis \| \| \| \| \| \| Adenophaedra grandifolia \| \| \| \| \| \| Adenophaedra megalophylla \| \| \| \| |
|              | \| \| Adenophaedra cearensis \| \| \| \| \| \| Adenophaedra grandifolia \| \| \| \| \| \| Adenophaedra megalophylla \| \| \| \| |
|              | Adenophaedra cearensis |
|              | |
|              | Adenophaedra grandifolia |
|              | |
|              | Adenophaedra megalophylla |
|              | |